# Johann Schobert
Johann Schobert (Slesia, 1720/1735 – Parigi, 28 agosto 1767) è stato un clavicembalista e compositore tedesco.

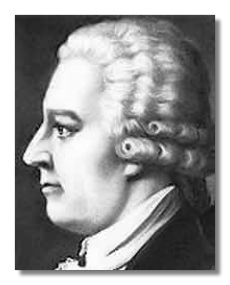
Ritratto di Johann Schobert

Poco si conosce sulla vita di Schobert. Circa il suo luogo di nascita, la testimonianza maggiormente accreditata è quella di Grimm, il quale ne indica la Slesia; ipotesi sulla sua città natale ci giungono anche da Gerber e da Schubart, i quali sostengono rispettivamente che egli ebbe i natali a Strasburgo o a Norimberga. Dal 1760-1 è appurata la sua presenza a Parigi, dove prestò servizio come clavicembalista e fortepianista presso la corte di Luigi XV. Morì a Parigi, con la moglie e uno dei suoi figli, dopo aver consumato funghi velenosi.
Egli compose molte raccolte di sonate per il suo strumento, la maggior parte delle quali anche con ulteriori parti di accompagnamento per uno o più strumenti. Schobert scrisse pure concerti per clavicembalo, varia musica per fagotto, sinfonie, l'opéra comique Le Garde-Chasse et le Braconnier. I suoi concerti per tastiera appartengono alla così nominata Mannheimer Schule (Scuola di Mannheim).
Operò un'originale sintesi fra i modelli austriaci e tedeschi (Vienna e Mannheim) e la tradizione veneziana (Alberti e Galuppi).
Seppe distinguersi anche come fortepianista, i quali lavori ebbero un certo influsso sul giovane Wolfgang Amadeus Mozart e sulle sue prime produzioni.

## Lavori
- 2 sonate per clavicembalo e violino ad libitum, op. 1
- 2 sonate per clavicembalo e violino, op. 2
- 2 sonate per clavicembalo e violino ad libitum, op. 3
- 2 sonate per clavicembalo, op. 4
- 2 sonate per clavicembalo e violino ad libitum, op. 5
- 3 sonate a tre per clavicembalo con violino e violoncello ad libitum, op. 6
- 3 sonate a quattro per clavicembalo con 2 violini e violoncello ad libitum, op. 7
- 2 sonate per clavicembalo e violino, op. 8
- 2 sonate per clavicembalo e violino, op. 9
- 3 sinfonie per clavicembalo con violino e corni ad libitum in si maggiore, op. 10
- 3 sinfonie per clavicembalo con violino e corni ad libitum in si maggiore, op. 11
- Concerto I per clavicembalo, 2 violini, viola, violoncello e 2 corni ad libitum, op. 12
- Concerto II per clavicembalo, 2 violini, viola, violoncello, 2 oboi e 2 corni ad libitum, op. 13
- Concerto III pastorale per clavicembalo, 2 violini e 2 corni ad libitum, op. 14
- 6 sonate per clavicembalo con violino ad libitum, op. 15
- Concerto IV per clavicembalo, 2 violini e 2 corni ad libitum, op. 16
- 4 sonate per clavicembalo, violino e violoncello, op. 17
- 4 sonate per clavicembalo e violino, op. 18
- Concerto V per clavicembalo, 2 violini e violoncello, op. 19
- 2 sonate per clavicembalo/fortepiano e violino, op. 20
- 3 sonate per clavicembalo e violino
- Le garde-chasse et le braconnier (opéra comique, 1766, Parigi)